# Vojenská zpravodajská služba
Vojenská zpravodajská služba je specifický druh zpravodajské organizace zabývající se získáváním informací vytvářených v bojových a nebojových situacích. Zároveň se zabývá získáváním informací o možném ohrožení vlastních vojenských jednotek, vojenských objektů a subjektů s armádou spojených.
V Česku je vojenskou zpravodajskou službou Vojenské zpravodajství.

## Rozdělení
Činnost vojenské zpravodajské služby se dělí dvěma způsoby:
- podle pole působnosti – ofenzivní (rozvědné, špionážní) a obranné (kontrarozvědné, kontrašpionážní)
- podle zaměření – strategické a taktické

### Ofenzivní činnost
Získávání informací majících původ v zahraničí. Cílem je získat co nejvíce informací, které umožní vedení státu vytvořit co nejlepší podmínky pro obranu státu a k vyhodnocení možných zdrojů mezinárodního napětí a potenciálních válečných konfliktů. Cílem je získávání mobilizačních plánů a informací o nástupních prostorech pro vedení bojových operací, vojenských doktrínách, dislokacích a redislokacích jednotek, jejich početních stavech, výzbroji a výstroji jakož i o morálce a kvalitě výcviku a dále pak informace o nových typech zbraňových systémů do výzbroje zaváděných, o vojenském výzkumu a výrobě, ale i o politických vlivech majících na činnost armády vliv.

### Obranná činnost
Obranné zpravodajství má za úkol především získávat informace o pronikání cizích zpravodajských služeb do armádních struktur a struktur na armádu napojených a zabraňovat jim v tom. Dále se zabývá ochranou utajovaných skutečností důležitých pro obranu státu a skutečností důležitých pro vedení operací na územích jiných států. A v neposlední řadě je to i ochrana vojenských objektů a objektů na armádu napojených před sabotážní a diverzní činností protivníka.

### Strategické zpravodajství
Zpravodajství, které je potřebné pro vytvoření politických a vojenských plánů na národní a mezinárodní úrovni.

### Taktické zpravodajství
Zabývá se získáváním informací v období po zahájení vojenských akcí. Cílem je získávání informací potřebných k okamžitému plánování vojenských akcí; směr pohybu a přesunů nepřátelských jednotek, jejich počet a bezprostřední úkoly.

## Získávání informací
Pro získávání informací vytváří vojenské zpravodajství na území cizích států vlastní (utajené) agenturní sítě, jejichž příslušníci se pokoušejí o proniknutí do vojenských struktur či o napojení se na osoby v těchto strukturách působící.
Kromě získávání informací z utajených zdrojů (špionáž) se vojenská zpravodajská služba pokouší získávat informace i z otevřených (neutajovaných) zdrojů:
- HUMINT (informace získávané od lidských zdrojů, např. od uprchlíků, zajatců či příslušníků spřátelených armád), vojenských atašé
- SIGINT (odposlech radiového provozu)
  - ELINT (monitorování elektronického provozu, např. radarová činnost)
- monitorování tisku atd.